# Azeta ceramina
Azeta ceramina là một loài bướm đêm trong họ Erebidae.